# Przyczółek Grochowski
Przyczółek Grochowski – osiedle mieszkaniowe w dzielnicy Praga-Południe w Warszawie zlokalizowane między ulicami: Ostrzycką, Motorową, Żymirskiego, Kwarcianą i Bracławską. MSI zalicza Przyczółek Grochowski jako część osiedla Gocław. Od południa graniczy z Jeziorem Gocławskim.

## Opis
Osiedle Przyczółek Grochowski zostało zabudowane w latach 1969–1974. Projektantami było małżeństwo Oskar Hansen i Zofia Garlińska-Hansen. Ich zamiarem było stworzenie osiedla, na którym korytarze, klatki schodowe i galerie miały sprawiać wrażenie przenikania się przestrzeni. Z czasem, z inicjatywy mieszkańców, dla poprawy bezpieczeństwa, galerie zostały oddzielone od siebie kratami.
Na osiedlu znajdują się budynki cztero- i ośmiokondygnacyjne zbudowane w technologii wielkopłytowej. Połączone ze sobą galeriami, tworzą duże dziedzińce. 23 bloki mieszkalne połączone galeriami mają łączną długość 1,5 km. Ten wielki galeriowiec jest nazywany przez mieszkańców Pekinem.
Zabudowa osiedla wywołała swego czasu poruszenie w świecie architektury. Wzmiankowano o nim w pismach architektonicznych ukazujących się w ZSRR, Finlandii, Stanach Zjednoczonych i Japonii.
Osiedle ma powierzchnię 11,2 ha i znajduje się na nim ok. 2330 mieszkań, które w 1994 zamieszkiwało ok. 7 tys. osób.
Na osiedlu znajdują się również:
- Przedszkole nr 54,
- Żłobek nr 31,
- Szkoła Podstawowa nr 279,
- przychodnia.